# پایگاه نیروی هوایی بلومسپرویت
پایگاه نیروی هوایی بلومسپرویت (به انگلیسی: AFB Bloemspruit) (به زبان بومی: Air Force Base Bloemspruit) یک فرودگاه همگانی و نظامی با کد یاتا BFN است که یک باند فرود آسفالت دارد و طول باند آن ۲۵۵۹ متر است. این فرودگاه در کشور آفریقای جنوبی قرار دارد و در ارتفاع ۱۳۵۹ متری از سطح دریا واقع شده‌است.